# Ion Irimieș
Ion Irimieș (n. 1878, Săcuieu – d. secolul al XX-lea, Florești) a fost un deputat în Marea Adunare Națională de la Alba Iulia, organismul legislativ reprezentativ al „tuturor românilor din Transilvania, Banat și Țara Ungurească”, cel care a adoptat hotărârea privind Unirea Transilvaniei cu România, la 1 decembrie 1918.:p. 77

## Biografie
Ion Irimieș a studiat teologia, slujind la începutul carierei ca preot în localitatea Săcuieni din județul Cluj. În anul 1920 s-a mutat în comuna Mărgău, unde a stat până în ianuarie 1931. A fost apoi preot în comuna Florești, jud. Cluj, unde a trăit până la sfîrșitul vieții.:p. 176:p. 99

## Activitatea politică

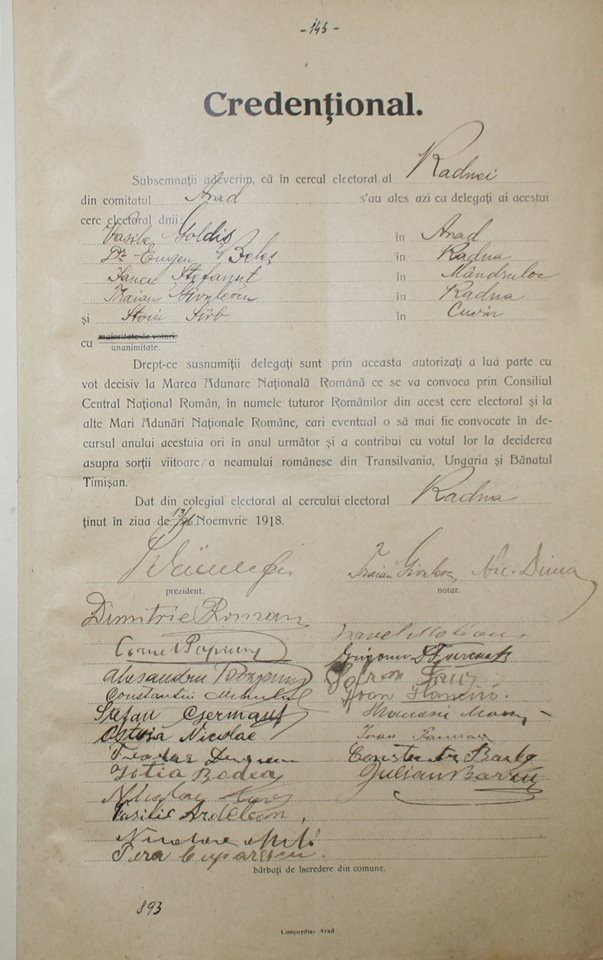
Credențional

Ca deputat în Adunarea Națională din 1 decembrie 1918 a reprezentat ca delegat de drept, Despărțământul Huedin al "Astrei".:p. 77